# Victor (football, 1981)
Pour les articles homonymes, voir Simões (homonymie), Victor et Oliveira.
Victor Simões de Oliveira, plus communément appelé Victor Simões ou simplement Victor né le 23 mars 1981 à Rio de Janeiro, est un joueur de football brésilien, qui évolue comme attaquant de pointe.

## Carrière
Victor commence sa carrière en 2001 à Flamengo, un des clubs les plus importants au Brésil. Après deux ans, il est transféré par le Germinal Beerschot Anvers, un club du championnat de Belgique. Après à peine six mois, il rejoint le FC Bruges en janvier 2004. Il s'impose rapidement comme titulaire dans l'attaque brugeoise, participant à 44 matches de championnat, 7 matches de Coupe et 13 matches de Coupe d'Europe. Il remporte la Supercoupe de Belgique 2004, et un an plus tard le titre de champion de Belgique 2005. Mais dès l'été 2005, il est plus souvent cantonné au banc des réservistes, ne recevant pas la confiance du nouvel entraîneur Jan Ceulemans. En fin d'année, il est relégué dans le noyau B, puis est prêté en janvier 2006 à son ancien club, le GBA. Il ne marque aucun but jusqu'à la fin de la saison, et retourne alors au Brésil, à Figueirense.
Victor joue environ un an dans son nouveau club, puis rejoint les Chunnam Dragons, en Corée du Sud, durant l'été 2007. Après un an, il rentre à nouveau au Brésil, cette fois à Botafogo. Il est ensuite prêté en janvier 2010 au club saoudien d'Al Ahli Djeddah, qui le transfère à titre définitif six mois plus tard.

### Palmarès
- Champion de Belgique en 2005 avec le FC Bruges
- Vainqueur de la Supercoupe de Belgique en 2004 avec le FC Bruges
- Vainqueur de la King Cup of Champions en 2012 avec Al Ahli